# Andries Cloete
Andries Cloete (* in Südafrika) ist ein südafrikanischer Opernsänger im Stimmfach Tenor. Er lebt und arbeitet seit 2006 in der Schweiz.

## Leben und Wirken
Cloete absolvierte ein Medizinstudium an der Universität Stellenbosch und arbeitete zunächst als Arzt in Südafrika und Großbritannien. Parallel dazu widmete er sich seiner  musikalischen Ausbildung. 2001 wurde er als Ensemblemitglied am Opernhaus Graz, wo er zum Beispiel als Tamino in Mozarts Zauberflöte, Belfiore in La finta giardiniera, Joaquino in Fidelio, Ernesto in Don Pasquale, Graf Lerma in Don Carlos oder Nemorino in L’elisir d’amore zu hören war, bis er 2006 als Ensemblemitglied an das Konzert Theater Bern wechselte. Dort sang er unter anderem Renaud in Armide, Ferrando in Così fan tutte, Pedrillo und Belmonte in Die Entführung aus dem Serail, Don Ottavio in Don Giovanni, Monostatos in Die Zauberflöte, Don Basilio in Le nozze di Figaro, Jaquino in Fidelio, die Titelpartie in Fierabras, Malcolm in Macbeth, Walther von der Vogelweide in Tannhäuser, Tichon in Káťa Kabanová sowie den Hirten in der Schweizer Erstaufführung von Król Roger.
Gastspiele führten ihn zudem an verschiedenen Opernhäuser. An der Wiener Kammeroper wirkte er 2002 als Amintas in der österreichischen Erstaufführung von Jacopo Peris Oper Euridice mit, weiters trat er dort als Biondello in Mozarts Opera buffa L'oca del Cairo auf. Am Theater Heidelberg sang er Ottavio in Don Giovanni, am Staatstheater Cottbus  Remendado in Carmen. Weitere Gastspiele führten an das Staatstheater Augsburg (als Lindoro in L’italiana in Algeri) sowie nach Darmstadt, Kapstadt, Johannesburg und Sevilla.
Bei den Innsbrucker Festwochen der Alten Musik übernahm Cloete 2004 die Rolle des Curio in Antonio Sartorios Giulio Cesare in Egitto, wovon eine Live-Aufnahme als CD veröffentlicht wurde. Außerdem gastierte er beim Aldeburg Festival. Im Jahr 2021 sang er den Reinhold in Siegfried Wagners Oper Der Friedensengel an der Kulturbühne Reichshof in Bayreuth. Bei der Münchner Biennale wirkte er im Rahmen einer Musiktheater-Installation unter der künstlerischen Leitung von Till Wyler von Ballmoos und Tassilo Tesche. und beim Aldeburgh Festival.

## Opernrepertoire
- Beethoven: Jaquino in Fidelio
- Berg: Der Narr in Wozzeck
- Britten: Peter Quint in The Turn of the Screw
- Britten: Lysander in A Midsummer Night’s Dream
- Donizetti: Nemorino in L’elisir d’amore
- Donizetti: Ernesto in Don Pasquale
- Dvořák: Heger in Rusalka
- Gluck: Renaud in Armide
- Händel: Berengario in Lotario
- Händel: Jupiter in Semele
- Henze: Armand des Grieux in Boulevard Solitude
- Hubay: Lewis in Anna Karenina
- Janáček: Tichon Kabanov in Káťa Kabanová
- Janáček: Schulmeister und Mücke in Das schlaue Füchslein
- Korngold: Victorin in Die tote Stadt
- Lehár: Rosillon in Die lustige Witwe
- Loewe: Freddy in My fair Lady
- Monteverdi: Pastore und Spirito in L’Orfeo
- Mozart: Ferrando in Così fan tutte
- Mozart: Don Ottavio in Don Giovanni
- Mozart: Don Basilio in Le nozze di Figaro
- Mozart: Tamino und Monostatos in Die Zauberflöte
- Mozart: Pedrillo und Belmonte in Die Entführung aus dem Serail
- Mozart: Biondello in L'oca del Cairo
- Nicolai: Fenton in Die lustigen Weiber von Windsor
- Nono: Elias in Intolleranza 1960
- Offenbach: Titelrolle und Mercurio in Orpheus in der Unterwelt
- Peri: Amintas in Euridice (österreichische Erstaufführung)
- Puccini: Goro in Madama Butterfly
- Puccini: Spolette in Tosca
- Puccini: Tinca in Il tabarro
- Puccini: Rinuccio in Gianni Schicchi
- Puccini: Pong in Turandot
- Prokofjew: Truffaldino in Die Liebe zu den drei Orangen
- Sartorio: Curio in Giulio Cesare in Egitto
- Scartazzini: Coelho in Wut
- Schoeck: Der alte Graf in Das Schloß Dürande
- Schubert: Titelrolle in FierrabrasSmetana: Wenzel in Die verkaufte Braut
- Johann Strauss: Alfred und Dr. Blind in Die Fledermaus
- Richard Strauss: Valzacchi und Wirt in Der Rosenkavalier
- Richard Strauss: Brighella und Scaramuccio in Ariadne auf Naxos
- Rossini: Graf Almaviva in Il barbiere di Siviglia
- Rossini: Lindoro in L’italiana in Algeri
- Smetana: Wenzel in Die verkaufte Braut
- Strawinsky: Sellem in The Rake’s Progress
- Szymanowski: Hirte in Król Roger (Schweizer UA)
- Trojahn: Carlo di Nolli in Enrico
- Tschaikowski: Triquet in Eugen Onegin
- Verdi: Malcolm in Macbeth
- Verdi: Borsa in Rigoletto
- Verdi: Graf von Lerma in Don Carlos
- Verdi: Roderigo in Otello
- Verdi: Dr. Cajus in Falstaff
- Richard Wagner: Hirte und Seemann in Tristan und Isolde
- Richard Wagner: Walther von der Vogelweide in Tannhäuser
- Richard Wagner: Der Steuermann Darlands in Der fliegende Holländer
- Siegfried Wagner: Reinhold in Der Friedensengel
- Webber: Hannas in Jesus Christ Superstar

Quellen: 

## Diskografie
CD
- Antonio Sartorio: Giulio Cesare in Egitto. Mit u. a. Andries Cloete als Remendado, Alexandrina Pendatschanska, Laura Alonso, Dominique Visse, Federico Sacchi, La Cetra Barockorchester Basel, Dirigent: Attilio. Aufnahme von den Innsbrucker Festwochen 2004 (ORF Edition Alte Musik; 2005)
- Othmar Schoeck: Das Schloss Dürande. Mit Andries Cloete als Der alte Graf und u. a. Robin Adams, Sophie Gordeladze, Uwe Stickert, Hilke Andersen, Berner Symphonieorchester, Dirigent: Mario Venzago (claves; 2018)

DVD
- Georges Bizet: Carmen. Mit u. a. Claude Eichenberger, Xavier Moreno, Elissa Huber, Jordan Shanahan, Berner Symphonieorchester, Dirigent: Mario Venzago (Arthaus Musik; 2018)